# Gonçalo Vasques Coutinho
Gonçalo Vaz Coutinho ou Gonçalo Vasques Coutinho (Penedono, c. 1358 – 23 de Março de 1421), foi um nobre português, fronteiro-mor na comarca da Beira, 7.º senhor do couto de Leomil, de Fonte Arcada, e de muitas outras terras de que D. João I, nas cortes de Coimbra, lhe fez mercê, em 1400. Foi o 2.º Marechal do Reino de Portugal, alcaide-mór de Trancoso e Lamego, grande vencedor da Batalha de São Marcos, e copeiro-mor da rainha D. Filipa de Lencastre, mulher do rei.
Tendo estado durante um longo período no serviço régio, para além de ser referida a sua presença no Conselho régio de Torres Vedras de 1414, aparece episodicamente como conselheiro a 11 de janeiro de 1417, em carta que lhe confere poder e autoridade para repartir, doar e escambar as terras de Penaguião, Mondim, Armamar e Fontes, que anteriormente lhe haviam sido doadas.

## Biografia
Gonçalo Vasques Coutinho, pai de Álvaro Gonçalves Coutinho, o Magriço (imortalizado por Camões como "Um dos Doze de Inglaterra"), do 1.º conde de Marialva, D. Vasco Fernandes Countinho, e do arcebispo D. Luís Coutinho, nasceu em Portugal, onde liderou, saindo vitorioso, na Batalha de Trancoso em Maio de 1385. Depois da guerra, foi nomeado alcaide-mór de Trancoso.
Gonçalo era filho de Vasco Fernandes Coutinho, senhor do couto de Leomil e Beatriz Gonçalves de Moura.
Foi casado por duas vezes. A primeira com Leonor Gonçalves de Azevedo, filha de Gonçalo Vasques de Azevedo e de Inês Afonso; a segunda com Joana de Albuquerque, filha de Fernando Afonso de Albuquerque, alcaide da Guarda, e duma dama inglesa, Laura FitzAlan.